# Ivar Ballangrud
Ivar Eugen Ballangrud (născut Eriksen, n. 7 martie 1904, Lunner, Oppland, Norvegia – d. 1 iunie 1969, Trondheim, Norvegia) a fost un patinator viteză norvegian, de patru ori campion olimpic la patinaj viteză. Fiind singurul triplu medaliat cu aur la Jocurile Olimpice de iarnă din 1936, Ballangrud a fost cel mai de succes atlet de acolo.

## Recorduri

### Recorduri mondiale
| Distanță | Timp    | Dată             | Loc   |
| -------- | ------- | ---------------- | ----- |
| 5000 m   | 8:24.2  | 19 ianuarie 1929 | Davos |
| 5000 m   | 8:21.6  | 11 ianuarie 1930 | Davos |
| 3000 m   | 4:49.6  | 29 ianuarie 1935 | Davos |
| 5000 m   | 8:17.2  | 18 ianoarie1936  | Oslo  |
| 10000 m  | 17:14.4 | 6 ianuarie 1938  | Davos |

## Medalii
| Campionate                 | Medalie de aur                                          | Medalie de argint            | Medalie de bronz |
| Jocurile Olimpice de iarnă | 1928 (5000 m) 1936 (500 m) 1936 (5000 m) 1936 (10000 m) | 1932 (10000 m) 1936 (1500 m) | 1928 (1500 m)    |
| World Allround             | 1926 1932 1936 1938                                     | 1928 1929 1930 1935          | 1931 1933 1934   |
| European Allround          | 1929 1930 1933 1936                                     | –                            | 1927 1938        |
| Norwegian Allround         | 1926 1929 1930 1936 1939                                | 1932 1935                    | –                |